# Napolitana Bacorera
Napolitana Bacorera es un cultivar de higuera de tipo higo común Ficus carica bífera, de higos color de piel morada oscura tirando a negra. Se cultiva principalmente en Cataluña (Segriá y Ampurdán) y en la Comunidad Valenciana (Valle de Albaida, Costera, y Canal de Navarrés).

## Sinonimia
- „Poletana“ en la Comunidad Valenciana,[5]
- „Poletana Negra“ en Mallorca, Islas Baleares,
- „Napolitana Negra“ en Cataluña,[6]
- „Napoletana“ en Cataluña,
- „Napolitana Erguera“ en Cataluña,
- „Napolitana Brevera“ en Extremadura,[7]
- „Negra Pozuelo“  en Murcia,
- „Napolitana Chelva“ en la Comunidad Valencianapatamula(GRANADA)

## Características
La higuera 'Napolitana Bacorera' es una variedad bífera de tipo higo común, de producción muy baja de brevas y muy alta de higos.
Las brevas son sensiblemente más tardías que el resto, y a veces acaban de madurar cuando empiezan a madurar los higos de la gota de la miel. Desgraciadamente un árbol adulto sólo puede producir entre 5 y 20 brevas al año, y en ocasiones ninguna. Es una breva grande, larga, estilizada, dura y de pulpa muy compacta, jugosa y sabrosa. Las dimensiones de la breva son 47 x 89 mm y el peso 58 g. La piel de la breva es negra o morada oscura, y la forma alargada, con el pedúnculo largo, muy atractiva. La carne es rosada, bien compacta, melosa y muy sabrosa. Los grietas son longitudinales grandes. Suelen madurar a partir de mediados de julio.
El higo es mediano, de piel morada oscura tirando a negra y pulpa rosada, dulce y sabrosa: excelente. Puede tener grietas grandes o incluso, longitudinales. Ostiolo, rosado o rubio. Casi no hay formaciones anormales, y el 13% de los siconos están emparejados. El higo madura a mediados de agosto. Los higos son muy buenos, y en regadío alcanzan espesores muy aceptables. Parecen bastante resistentes a las lluvias y en la mosca de la fruta.
Apta para higo seco paso y consumo en fresco.

## Cultivo de la higuera
Según los últimos datos oficiales de Anuario de Estadística Agraria del Ministerio de Agricultura, se cultiva principalmente en Cataluña (Segriá y Ampurdán) y en la Comunidad Valenciana (Valle de Albaida, Costera, y Canal de Navarrés) (MAGRAMA, 2012).